# Комишенка (Астраханський район)
Коми́шенка (каз. Камышенка) — село у складі Астраханського району Акмолинської області Казахстану. Входить до складу Первомайського сільського округу.
Населення — 635 осіб (2021; 908 у 2009, 944 у 1999, 1108 у 1989).
Національний склад станом на 1989 рік:
- поляки — 42 %;
- німці — 21 %.